# Peleteria paolilli
Peleteria paolilli är en tvåvingeart som först beskrevs av Costa 1847.  Peleteria paolilli ingår i släktet Peleteria och familjen parasitflugor.
Artens utbredningsområde är Italien. Inga underarter finns listade i Catalogue of Life.